# Struktura organizacyjna wojska koronnego pod Obertynem (1531)
Wojsko koronne pod Obertynem (1531) – struktura organizacyjna armii koronnej podczas wyprawy na Pokucie przeciw Rareszowi, hospodarowi mołdawskiemu. Siłami polskimi dowodził hetman wielki koronny Jan Amor Tarnowski. 22 sierpnia 1531 pod Obertynem wojska polskie rozgromiły znacznie liczniejszą armię hospodarską.

Skład armii koronnej podczas kampanii obertyńskiej według rejestrów popisowych, sporządzony przez Zbigniewa Słupeckiego, pisarza polnego koronnego, złożony 30 września 1531 podskarbiemu koronnemu Mikołajowi Szydłowieckiemu.

## Jazda
- Chorągiew hetmana Jana Tarnowskiego (284 konie), pod dowództwem porucznika Marcina Trzebieńskiego herbu Jastrzębiec.
- Chorągiew strażnika polnego Mikołaja Sieniawskiego herbu Leliwa (300 koni).
- Chorągiew Jana Mieleckiego herbu Gryf (499 koni).
- Chorągiew Jana Pileckiego herbu Leliwa (301 koni).
- Chorągiew Wawrzyńca Ciołka (291 koni).
- Chorągiew Stanisława Balickiego herbu Zadora (270 koni).
- Chorągiew Mikołaja Orłowskiego herbu Junosza (250 koni).
- Chorągiew Stanisława Pierzchnickiego (219 koni).
- Chorągiew Stanisława Tęczyńskiego herbu Topór (200 koni).
- Chorągiew Janusza Święcickiego herbu Jastrzębiec (193 konie).
- Chorągiew Macieja Włodka herbu Prawdzic (186 koni).
- Chorągiew Wawrzyńca Budzowskiego herbu Pilawa (178 koni).
- Chorągiew Andrzeja Trojanowskiego herbu Szeliga (167 koni).
- Chorągiew Piotra Marcinowskiego herbu Topór (155 koni).
- Chorągiew Jerzego Rokitnickiego herbu Prawdzic (104 koni).
- Chorągiew Serafina Dobrosielskiego herbu Cholewa (102 konie).
- Chorągiew Jana Rzeszowskiego herbu Doliwa (100 koni).
- Chorągiew Aleksandra Sieniawskiego herbu Leliwa (99 koni).
- Chorągiew Jana Zaborowskiego herbu Rogala (99 koni).
- Chorągiew Hipolita Młodeckiego herbu Półkozic (97 koni).
- Chorągiew wojskiego przemyskiego i samborskiego Jana Herburta Dziedziłowskiego z Felsztyna herbu własnego (94 konie).
- Chorągiew Jana Sienieńskiego-Gołogórskiego herbu Dębno (92 konie)
- Chorągiew Jana Grabskiego herbu Pomian (76 koni).
- Chorągiew chorążego dobrzyńskiego Waleriana Rokitnickiego herbu Prawdzic (66 koni).
- Oddział strażniczy Mikołaja Sieniawskiego (30 koni).

Według historyka wojskowości Zdzisława Spieralskiego na 4452 żołnierzy jazdy koronnej: 2502 było husarzami, 1225 strzelcami a 725 kopijnikami.

## Piechota
- Rota Mikołaja Iskrzyckiego herbu Rogala (231 drabów, 8 konnych).
- Rota Lamberta Gnoyeńskiego herbu Rak (184 drabów, 6 konnych).
- Rota Wojciecha Polaka z Leśnicy (155 drabów, 5 konnych).
- Rota Hieronima Noskowskiego herbu Zaremba (114 drabów, 1 konny).
- Rota Hynka Piotrowskiego herbu Ślepowron (113 drabów, 1 konny).
- Rota Stanisława Ożarowskiego herbu Rawicz (12 drabów, 5 konnych).
- Rota Leonarda Jacimirskiego herbu Sulima (77 drabów, 2 konnych).
- Rota Balcera Rusieckiego herbu Rawicz (76 drabów, 2 konnych).
- Rota Andrzeja Bylickiego herbu Pobóg (36 drabów, 1 konny).
- Rota podsędka halickiego Feliksa Ziemickiego z Bielki (36 drabów, 1 konny).

W skład piechoty koronnej wchodziło łącznie 1136 drabów i 32 jeźdźców. 833 żołnierzy było uzbrojonych w rusznice (73,3%), pieszych kopijników było 12,3%, pawężników 12,1%, a proporników 1,8%.

## Artyleria
Artylerią dowodził starszy nad armatą Jan Staszkowski. Z 12 armat 6 pochodziło z Krakowa, a 6 ze Lwowa. Oddział artylerii liczył 29 osób. 4 puszkarzy z 4 pomocnikami, 15 woźniców, kucharz, kuchcik oraz 3 konny poczet dowódcy.